# طواف كولومبيا 1994
طواف كولومبيا 1994 هو سباق دراجات هوائية أقيم بتاريخ مارس 15 – مارس 27، تكون السباق من 12 مرحلة وامتدّ لمسافة 1930 كم بسرعة 36.7858 كم/س، استغرق السباق 52 ساعة 27 دقيقة 57 ثانية.